# Terri Irwin

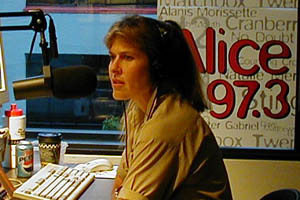
Terri Irwin

Terri Raines Irwin (Eugene (Oregon), 20 juli 1964) is een Australische dierkundige en dierentuinhoudster van Amerikaanse afkomst.
Ze is de weduwe van de Australische maker en presentator van documentaires over wilde dieren Steve Irwin, die op 4 september 2006 tijdens de opnames voor een documentaire door een pijlstaartrog werd doodgestoken.
Door het overlijden van haar man is ze de enige eigenaar van de dierentuin Australia Zoo in Beerwah (Queensland) geworden. Ze vervulde ook een bijrol in de televisieserie "The Crocodile Hunter" van haar echtgenoot.
Haar familie had een transportbedrijf. Als klein kind was zij al begaan met gewonde dieren die door auto's op snelwegen waren aangereden, en ontwikkelde zo haar voorliefde en inzet voor dieren. In 1989 werkte zij als verzorgster voor een dierenziekenhuis.
In 2006 werd ze voor haar activiteiten voor wilde dieren en het toerisme onderscheiden met de Order of Australia, een door koningin Elizabeth van het Verenigd Koninkrijk in het leven geroepen decoratie.